# María del Mar Jover
María del Mar Jover Pérez (Alicante, 21 de abril de 1988) es una exatleta española especializada en salto de longitud española. Ha sido campeona nacional de salto de longitud cuatro años consecutivos (de 2012 a 2015), campeona de España Promesa, Júnior, Juvenil y Cadete, así como Universitaria de longitud en siete ocasiones.

## Carrera
Como deportista internacional su carrera comenzó en 2003, cuando se presentó al Campeonato Mundial de Atletismo Sub-18 que tenía lugar en la ciudad canadiense de Sherbrooke, donde consiguió quedar como la décima mejor de la competición, con un salto de 5,65 metros. Dos años más tarde, en el Festival Olímpico de la Juventud Europea que se celebró en Lignano Sabbiadoro (Italia), quedó a las puertas del podio, con un salto de 6,15 metros. Competiría así mismo en el Campeonato Mundial de Atletismo Sub-18 de Marrakech, donde acabó en la decimoséptima posición (con una marca de 5,94 m.).
En 2009 compitió en el Campeonato Europeo de Atletismo Sub-23 de Kaunas, en tierra lituana, donde terminó decimoquinta clasificada con un salto de 6,18 metros. En 2011 participó en su primera Universiada, que ese año se celebró en la ciudad china de Shenzhen, acabando en decimoctava posición.
Para 2012 participó en el Campeonato Europeo de Atletismo de Helsinki, donde volvió a quedar muy por detrás de los puestos modestos en la clasificación, cayendo hasta un nuevo decimoctavo puesto, pese a mejorar tibiamente su registro hasta un salto de 6,27 metros. En 2013, en su segunda Universiada, ahora en Rusia, conseguía la sexta plaza con una marca de salto de 6,32 metros.
En 2014, en el Campeonato Europeo de Atletismo de Zúrich acabó en decimocuarto lugar. Al año siguiente, en el Campeonato Mundial de Atletismo de Pekín sería eliminada después de conseguir tres nulos consecutivos.
En 2016 participó en la cita europea del Campeonato de Atletismo en Ámsterdam, donde acabó decimotercera en la clasificación, con un salto de 6,43 metros. Semanas más tarde, consiguiendo su clasificación para la cita olímpica, viajó con la delegación española hasta Brasil para participar en los Juegos Olímpicos de Río 2016, donde acabó en trigésimo sexto lugar en la clasificación global, con un salto de 5,90 metros.
Se retiró del atletismo en activo en 2023.

## Vida personal
En marzo de 2019 fue nombrada vocal del Consejo Local de Deportes de su ciudad natal de Alicante. La edil de Acción Social del Ayuntamiento destacó su incorporación al organigrama de la institución municipal por su importancia, agradecida por contar en el consejo "con una deportista de este nivel, cuatro veces campeona de España, y que sea una mujer alicantina lo hace todavía más relevante".

## Resultados

### Por temporada
| Representando a España | Representando a España                   | Representando a España | Representando a España | Representando a España | Representando a España |
| ---------------------- | ---------------------------------------- | ---------------------- | ---------------------- | ---------------------- | ---------------------- |
| Año                    | Competición                              | Lugar                  | Puesto                 | Marca                  |                        |
| 2003                   | Campeonato Mundial de Atletismo Sub-18   | Sherbrooke             | 10.ª                   | 5,65 m.                |                        |
| 2005                   | Festival Olímpico de la Juventud Europea | Lignano Sabbiadoro     | 4.ª                    | 6,15 m.                |                        |
| 2005                   | Campeonato Mundial de Atletismo Sub-18   | Marrakech              | 17.ª (q)               | 5,94 m.                |                        |
| 2009                   | Campeonato Europeo de Atletismo Sub-23   | Kaunas                 | 15.ª (q)               | 6,18 m.                |                        |
| 2011                   | Universiada                              | Shenzhen               | 18.ª (q)               | 6,01 m.                |                        |
| 2012                   | Campeonato Europeo de Atletismo          | Helsinki               | 18.ª (q)               | 6,27 m.                |                        |
| 2013                   | Universiada                              | Kazán                  | 6.ª                    | 6,32 m.                |                        |
| 2014                   | Campeonato Europeo de Atletismo          | Zúrich                 | 14.ª (q)               | 6,36 m.                |                        |
| 2015                   | Campeonato Mundial de Atletismo          | Pekín                  | -                      | NM                     |                        |
| 2016                   | Campeonato Europeo de Atletismo          | Ámsterdam              | 13.ª (q)               | 6,43 m.                |                        |
| 2016                   | Juegos Olímpicos                         | Río de Janeiro         | 36ª (q)                | 5,90 m.                |                        |

### Mejores marcas
| Disciplina                         | Marca    | Lugar                      | Fecha                 |
| ---------------------------------- | -------- | -------------------------- | --------------------- |
| 60 metros lisos (pista cubierta)   | 7,83 s.  | Valencia                   | 23 de febrero de 2008 |
| 60 metros vallas                   | 8,93 s.  | Valencia                   | 22 de enero de 2005   |
| 100 metros lisos                   | 12,30 s. | Elche                      | 3 de junio de 2011    |
| 100 metros vallas                  | 15,07 s. | Zaragoza                   | 17 de mayo de 2008    |
| 200 metros lisos                   | 25,40 s. | Castellón                  | 8 de abril de 2011    |
| Relevos 4 x 100 metros             | 45,40 s. | Vila Real de Santo António | 25 de mayo de 2013    |
| Salto de longitud (exterior)       | 6,78 m.  | Monachil                   | 9 de julio de 2014    |
| Salto de longitud (pista cubierta) | 6,43 m.  | Monachil                   | 1 de junio de 2014    |